# Jewhen Santrapynśkych
Jewhen Kostiantynowycz Santrapynśkych, ukr. Євген Костянтинович Сантрапинських (ur. 21 października 1987 w Iljiczewsku, w obwodzie odeskim) – ukraiński piłkarz, grający na pozycji pomocnika.

## Kariera piłkarska

### Kariera klubowa
Wychowanek klubów Illicziwec Iljiczewsk i Łokomotyw Charków, barwy których bronił w juniorskich mistrzostwach Ukrainy (DJuFL). Karierę piłkarską rozpoczął 6 sierpnia 2005 w składzie drugiej drużyny Metałurha Zaporoże, a 10 czerwca 2007 rozegrał pierwszy mecz w podstawowej jedenastce Metałurha. W sezonie 2009/10 bronił barw rodzimego Bastiona Iljiczewsk. Latem 2010 przeszedł do Bukowyny Czerniowce. Podczas przerwy zimowej sezonu 2013/14 zasilił skład Tawrii Symferopol. Latem 2014 wyjechał do Białorusi, gdzie został piłkarzem Naftana Nowopołock. W styczniu 2015 opuścił nowopołocki klub. W marcu 2015 roku zasilił skład Stali Dnieprodzierżyńsk.